# Priazha
Priazha (ruso: Пря́жа; carelio: Priäžä; finés: Prääsä) es un asentamiento de tipo urbano de la república rusa de Carelia, capital del raión homónimo en el sur de la república.
En 2019, la localidad tenía una población de 3487 habitantes. Su territorio, con una población total de 3558 habitantes, incluye como pedanías las aldeas de Kíndasovo y Manga y el posiólok de Manga.
La localidad fue fundada entre los siglos XVI y XVIII mediante la agrupación de pequeños caseríos rurales en la orilla del lago Priazha. Adoptó el estatus de asentamiento de tipo urbano en 1962.
Se ubica unos 30 km al suroeste de la capital republicana Petrozavodsk, sobre la carretera E105 que lleva a San Petersburgo.